# Mexická fotbalová reprezentace
Mexická fotbalová reprezentace reprezentuje Mexiko na mezinárodních fotbalových akcích, jako je mistrovství světa nebo Zlatý pohár CONCACAF. Je vítězem Konfederačního poháru FIFA 1999.

## Mistrovství světa
Seznam zápasů mexické fotbalové reprezentace na MS
| Rok    | Účast                                            | Soupisky |
| ------ | ------------------------------------------------ | -------- |
| 1930   | nepostoupili ze skupiny                          | Soupiska |
| 1934   | Nepostoupili z kvalifikace                       |          |
| 1938   | Vzdali                                           |          |
| 1950   | nepostoupili ze skupiny                          | Soupiska |
| 1954   | nepostoupili ze skupiny                          | Soupiska |
| 1958   | nepostoupili ze skupiny                          | Soupiska |
| 1962   | nepostoupili ze skupiny                          | Soupiska |
| 1966   | nepostoupili ze skupiny                          | Soupiska |
| 1970   | Vyřazení ve čtvrtfinále Itálií                   | Soupiska |
| 1974   | Nepostoupili z kvalifikace                       |          |
| 1978   | nepostoupili ze skupiny                          | Soupiska |
| 1982   | Nepostoupili z kvalifikace                       |          |
| 1986   | Vyřazení ve čtvrtfinále NSR                      | Soupiska |
| 1990   | Vyloučeni z kvalifikace                          |          |
| 1994   | Vyřazení v osmifinále Bulharskem                 | Soupiska |
| 1998   | Vyřazení v osmifinále Německem                   | Soupiska |
| 2002   | Vyřazení v osmifinále USA                        | Soupiska |
| 2006   | Vyřazení v osmifinále Argentinou                 | soupiska |
| 2010   | Vyřazení v osmifinále Argentinou                 | soupiska |
| 2014   | Vyřazení v osmifinále Nizozemskem                | Soupiska |
| 2018   | Vyřazení v osmifinále Brazílií                   | Soupiska |
| 2022   | nepostoupili ze skupiny                          | Soupiska |
| 2026   | Kvalifikováni (hostitel)                         | Soupiska |
| Celkem | Účast – 17× Zlato – 0×, Stříbro – 0×, Bronz – 0× |          |

- Copa América (0×)

 1993, 2001
  1997, 1999, 2007